# شعيمط الثالثة (عنافجة)
شعيمط الثالثة (بالفارسية: شعیمط سه) هي قرية وتقع في إيران في قسم عنافجة الريفي. يقدر عدد سكانها بـ 49 نسمة بحسب إحصاء 2016.